# Cathy Nagel
Cathy Nagel, est une skieuse alpine américaine. Elle est la sœur de Judy Nagel.

## Résultats sportifs

### Coupe du monde
- Résultat au classement général : 26e en 1968. : 16e en 1969.